# Plymouth (Trinidad e Tobago)
Plymouth è un centro abitato di Trinidad e Tobago situato sull'isola di Tobago e facente parte della parrocchia di Saint David. Fu abitato per la prima volta dai curlandesi.